# Mexcalcuautla
La Junta auxiliar de Mexcalcuautla se encuentra localizada en el norte del estado mexicano de Puebla y noroeste del municipio de Teziutlán. Su nombre oficial es el de Mexcalcuautla y el nombre de su cabecera es Mexcalcuautla.
Colinda al norte y al este con "Aire libre", al sur con Chignautla, al oeste con San Juan Acateno y suroeste con San Sebastián y San Diego.

## Historia
La historia de Mexcalcuautla empieza cuando se fundó primero que Teziutlán, pero los fundadores habían dejado a Mexcalcuautla y años después fundaron Teziutlán este lugar quedó desde aquel entonces muy pequeño hasta el la fecha.

## Clima
El clima de la junta auxiliar es muy similar al de Teziutlán, pero como este lugar se encuentra al norte de Teziutlán en muy Frío por la zona boscosa.

## Orografía
La Junta Auxiliar se localiza en la porción oriental del declive del golfo, declive septentrional de la sierra norte hacia la llanura costera del Golfo de México, y se caracteriza por su Territorio de cultivo. La Junta Auxiliar presenta un relieve muy pequeño en general, mide más de 13 kilómetros. La segunda cruza la porción central y termina al sur de la localidad de Aire Libre.

## Hidrografía
La Junta Auxiliar pertenece al municipio de Teziutlán la mayor parte de la Junta Auxiliar se localiza dentro de la región morfológica de la sierra norte pertenece a la vertiente septentrional del municipio de Teziutlán, formada por las distintas cuencas parciales de los ríos que desembocan en el Golfo de México, con una gran cantidad de caídas. 
La Junta Auxiliar del municipio de Teziutlán es recorrido por un río que cruzan en su mayoría el territorio de sur a norte; por ejemplo: el río que pasa por Chignautla y también pasa por Aire Libre, antes de salir de la junta auxiliar 

## Población
Mexcalcuautla cuenta con una población de 5734 habitantes, de acuerdo al II conteo de Población y Vivienda, INEGI, 2005.

## Economía
En Mexcalcuautla se cultiva principalmente el maíz. En ganadería se cría ganado bovino, porcino, equino, caprino, asnal y mular, así como aves de corral y Cuenta con molinos de nixtamal.

## Cultura
El principal monumento histórico de Mexcalcuautla es la iglesia, ubicado en la cabecera municipal.

## Galería de imágenes
| Mexcalcuautla |  |
|               |  |